# Traité numéro 4

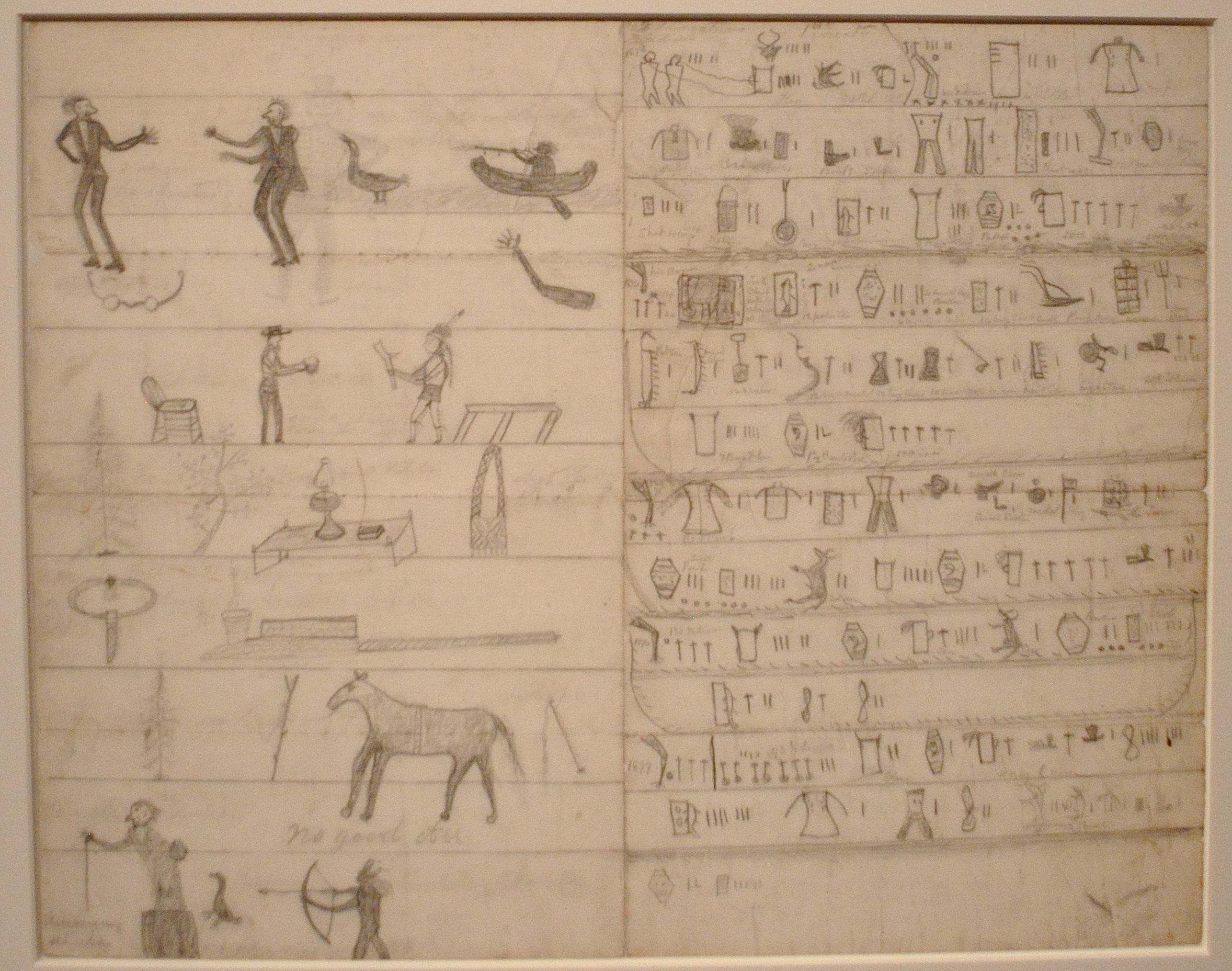
Pictographe du Traité no 4 réalisé par le chef Paskwa en 1874

Le Traité numéro 4 est un traité signé entre la reine Victoria et les bandes indiennes des Premières Nations des Cris et des Saulteaux. De nos jours, la région couverte par ce traité représente la majorité du Sud de la Saskatchewan ainsi que des petites portions de l'Ouest du Manitoba et du Sud-Est de l'Alberta. Le traité est également appelé « traité de Qu'Appelle » puisque ses premières signatures ont eu lieu à Fort Qu'Appelle en Saskatchewan le 15 septembre 1874. Il y a eu des signatures subséquentes jusqu'en septembre 1877. Son nom complet est « Traité no 4 conclu entre Sa Majesté la Reine et les tribus indiennes des Cris et des Saulteux à Qu'Appelle et à Fort Ellica ».
Le Traité no 4 est le seul traité avec les Autochtones du Canada qui a une interprétation autochtone correspondante, un document rédigé avec des pictographes par le chef Paskwa. Il fait partie d'une série de onze traités numérotés.

## Contexte
Le gouvernement du Canada a négocié les cinq premiers traités numérotés afin d'obtenir des territoires de la part des Premières Nations pour la colonisation, l'agriculture et l'industrie. De plus, le Premier ministre John A. Macdonald voyait que l'acquisition du territoire était nécessaire afin de compléter un chemin de fer transcontinental qui relierait les villes de Regina, Moose Jaw et Swift Current dans le Sud de la Saskatchewan d'aujourd'hui.

## Dispositions du traité
Le Traité no 4 prévoit que chaque famille de cinq individus couvertes par le traité recevrait une terre d'un mile carré, c'est-à-dire 2,59 km2, qu'il pourrait revendre au gouvernement du Canada en échange d'une compensation. Il prévoit aussi que chaque personne couverte recevrait 5 $ par année ainsi qu'un don en vêtements. De plus, un chef recevrait immédiatement 25 $ plus 25 $ additionnels par année ainsi qu'un manteau et une médaille d'argent. À tous les trois ans, un chef recevrait de nouveaux habits. De plus, quatre personnes de chaque bande recevraient 15 $ par année et de nouveaux habits à tous les trois ans. Les personnes couvertes recevraient également des outils pour l'agriculture en proportion de la taille de leur famille. Chaque réserve recevrait une école lorsque ses membres désireraient un enseignant. Les personnes couvertes recevraient également le droit de chasser et de pêcher sur tous le territoire cédé à l'exception des terres utilisées pour l'agriculture, l'exploitation forestière et l'industrie minière ainsi que celles qui sont colonisées. Il est prévu que le traité durerait pour toujours.

## Signatures
- 15 septembre 1874 : premières signatures à Fort Qu'Appelle en Saskatchewan
- 21 septembre 1874 : signature à Fort Ellice
- 8 septembre 1875 : signature à Qu'Appelle Lakes
- 9 septembre 1875 : signature supplémentaire à Qu'Appelle Lakes
- 24 septembre 1875 : signature à Swan Lake
- 24 août 1876 : signature à Fort Pelly
- 25 septembre 1877 : signature à Fort Walsh

## Liste des Premières Nations du Traiténo4
Au Manitoba
- Conseil tribal Swampy Cree
  - Nation crie de Chemawawin
  - Nation crie de Misipawistik
  - Nation crie de Marcel Colomb (en)
  - Nation crie de Mathias Colomb (en)
  - Nation crie de Mosakahiken
  - Nation crie d'Opaskwayak
  - Nation crie de Sapotaweyak (en)
  - Nation crie de Wuskwi Sipihk (en)
- Conseil tribal de West Region (en)
  - Première Nation d'Ebb and Flow (en)
  - Première Nation de Gambler (en)
  - Première Nation ojibwée de Keeseekoowenin (en)
  - Première Nation de O-Chi-Chak-Ko-Sipi (en)
  - Première Nation de Pine Creek (en)
  - Première Nation de Rolling River First Nation (en)
  - Première Nation de Skownan (en)
  - Première Nation de la réserve de traité de Tootinaowaziibeeng (en)
- Indépendante
  - Première Nation de Waywayseecappo (en)

En Saskatchewan
- Conseil tribal de File Hills Qu'Appelle
  - Première Nation nakoda de Carry the Kettle (en)
  - Première Nation de Little Black Bear
  - Première Nation de Muscowpetung
  - Première Nation de Nekaneet
  - Première Nation d'Okanese (en)
  - Première Nation de Pasqua
  - Première Nation de Peepeekisis
  - Première Nation de Piapot (en)
  - Première Nation de Standing Buffalo
  - Nation crie de Star Blanket (en)
  - Première Nation de Wood Buffalo (en)
- Conseil tribal de Saskatoon (en)
  - Nation saulteuse de Kinistin (en)
  - Première Nation de Mistawasis (en)
  - Première Nation de Muskeg Lake
  - Première Nation de Muskoday (en)
  - Première Nation de One Arrow (en)
  - Première Nation dakota de Whitecap (en)
  - Première Nation de Yellow Quill (en)
- Conseil tribal Touchwood Agency
  - Première Nation de Day Star
  - Première Nation de Fishing Lake (en)
  - Première Nation de Gordon (en)
  - Première Nation de Kawacatoose
  - Première Nation de Muskowekwan (en)
- Administration tribale de Yorkton
  - Première Nation de Coté (en)
  - Première Nation de Kahkewistahaw (en)
  - Première Nation de Keeseekoose (en)
  - Première Nation de Ocean Man (en)
  - Première Nation de Sakimay (en)
  - Première Nation de The Key
- Indépendantes
  - Première Nation de Cowessess (en)
  - Première Nation de Ochapowace (en)
  - Première Nation nakota de Pheasant Rump (en)
  - Première Nation de White Bear (en)